# Luis Valdés Cavanilles
Luis Valdés Cavanilles, de vegades escrit Cabanillas, (1874 - Madrid, 13 d'abril de 1950) va ser un militar espanyol, participant en el cop d'estat militar contra la II República que va desembocar en la Guerra Civil espanyola, on va tenir un important protagonisme. A l'inici de la mateixa, va ser nomenat membre de la Junta Tècnica de l'Estat que va assumir el govern del país, en qualitat de Governador General.

## Biografia

### Orígens
Valdés Cavanilles era descendent d'una família nobiliària de Villaviciosa (Astúries), hereus del títol del Marquesat del Real Transporte. El seu pare va ser Rafael de Valdés y Monés, i la seva mare María de la Concepción de Cavanilles y Vigil, filla d'un diputat, i descendent del cèlebre botànic Antoni Josep Cavanilles i Palop.
Militar d'Estat Major, va ascendir a Comandant del cos a l'abril de 1913. A l'octubre de 1924, sent ja Coronel, va ser destinat a Larraix, al Protectorat espanyol del Marroc, com a Cap d'Estat Major de la Comandància, en plena Guerra del Rif i en una zona sota setge dels rebels rifenys. A l'any següent es va produir el desembarcament d'Alhucemas, que va posar fi a la guerra i pacificà temporalment la regió.
En 1927, ja amb la graduació de General de Brigada, i amb el càrrec de cap de la secció d'assumptes militars de la Direcció general del Marroc i Colònies, va realitzar una expedició a les possessions de la Guinea Espanyola, juntament amb un tècnic neerlandès, per estudiar les possibilitats d'explotació de la colònia. L'estudi va ser reflectit en 1928 en el llibre Memoria Redactada Por El General De Brigada D. Luis Valdes Cavanilles Referente al Viaje Realizado a Las posesiones Españolas Del Golfo De Guinea Acompañado Del Técnico Holandés M. Van der Stok Para El Estudio De Todas Las Posibilidades de Explotaciones.
Al maig de 1931 s'acollí a la Llei Azaña, va sol·licitar i li va ser concedit passar a la reserva, com molts altres generals descontents amb les noves polítiques de la República per a l'exèrcit.
Pare de cinc fills, va enviduar el 19 de maig de 1933, en què va morir la seva esposa Matilde Arroyo Jalón.

### Guerra Civil i posterior
En esclatar la Guerra Civil espanyola al juliol de 1936, es va incorporar immediatament a la revolta, sent nomenat a l'agost Governador Militar de la província de Salamanca. Després de dur a terme la presa de localitats avileses com Navalperal, El Hoyo de Pinares i Cebreros, Valdés Cavanilles va quedar al comandament del sector nord del front madrileny, i establí la seva caserna general a Àvila. Va participar en l'operació per a la presa de Madrid duta a terme el 6 d'octubre de 1936, al comandament d'un contingent de 5.000 homes que el seu objectiu va ser dur a terme un atac de distracció mentre les columnes de Varela i Yagüe atacaven per les carreteres de Toledo i Mèrida. L'atac va ser repel·lit per les forces republicanes, i el front va quedar estancat fins al final de la guerra. No obstant això, l'atac de la columna de Valdés Cavanilles va aconseguir ocupar el 18 d'octubre la localitat madrilenya de Robledo de Chavela.
Al desembre de 1936 va ser nomenat Governador General de la Junta Tècnica de l'Estat, un dels càrrecs de major rellevància, en substitució de Francisco Fermoso Blanco. En 1937 va reprendre al dirigent falangista José Antonio Girón de Velasco per la indiscriminació amb què la formació estava duent a terme la repressió a les zones conquistades, fent-lo responsable a partir d'aquest moment dels assassinats que cometessin. La veritat és que la repressió va augmentar encara més amb Valdés al capdavant del Govern General.
Des del seu càrrec va dur a terme la localització de persones adscrites al Front Popular o a la francmaçoneria que seguissin participant de la vida institucional i ostentant qualsevol tipus de càrrec, la majoria dels quals van ser executats sumàriament.
Després de la dissolució de la Junta el gener de 1938, i a causa de la seva edat, no va tornar a ocupar cap càrrec polític de protagonisme. En 1939 va participar en la processó de Covadonga, portant la Verge de Covadonga, que havia estat recuperada a París. En 1944, el règim li va concedir la gran creu de l'Orde d'Isabel la Catòlica. Va morir a Madrid el 13 d'abril de 1950.

## Imputat per crims contra la humanitat i detenció il·legal
En 2008, va ser un dels trenta-cinc alts càrrecs del franquisme imputats per la Audiència Nacional en el sumari instruït per Baltasar Garzón pels presumptes delictes de detenció il·legal i crims contra la humanitat que suposadament haurien estat comesos durant la Guerra civil espanyola i els primers anys del règim de Franco. El jutge va declarar extingida la responsabilitat criminal de Valdés quan va rebre constància fefaent de la seva defunció, esdevingut cinquanta-vuit anys abans. La instrucció de la causa va ser tan polèmica que Garzón va arribar a ser acusat de prevaricació, jutjat i absolt pel Tribunal Suprem.